# 語用論的弁証法
語用論的弁証法(ごようろんてきべんしょうほう、蘭:Pragma-dialectiek、英Pragma-dialectics)もしくは語用論的弁証論(pragma-dialectical theory)はアムステルダム大学のFrans H. van Eemerenやロブ・フローテンドルスト(1984; 1992; 2004を参照)によって発展した議論学的理論の一つで、実際に行われる議論を分析・評価するために用いられる。厳密に論理学的な(議論の研究に、その産物の面から焦点を当てる)アプローチや、純粋にコミュニケーションの(議論を過程の面から強調する)アプローチとは違って、語用論的弁証法は実際の談話としての議論全体を研究するために発展した。そのため、語用論的弁証論では議論を、実際の自然言語の一環として起こり、それぞれにコミュニケーション上の目的を持っている複合的な言語行為とみなす。

## 語用論的弁証論

### 理論的根拠
語用論的弁証法では、議論はコミュニケーション上の相互作用的な談話現象と見なされ、記述的観点(実際どのようであるか)からと同じだけ規範的観点(どのようになされるべきか)からも研究されることになる。弁証的な面は「批判的合理主義」及び形式的弁証法の規範的な識見から示唆を受けており、語用論的な面は言語行為理論、ポール・グライスの言語哲学、および談話分析の記述的な識見から示唆を受けている。
議論を研究する上で語用論的な面と弁証的な面を系統だって統合できるために、語用論的弁証論は4つのメタ理論的原理、つまり機能化、社会化、外在化、弁証化を出発点として使う。機能化は談話を目的のある行為として取り扱うことで達成される。社会化は言語行為の範囲を相互作用のレベルにまで拡張することで達成される。外在化は陳述や相互作用的言質を言語行為によって作られたものだと捉えることで達成される。そして弁証化は言語行為の交換を批判的討論の理想的なモデルに組織化することで達成される(Van Eemeren & Grootendorst, 2004, pp.52-53を参照)。

### 批判的討論の理想的なモデル
以上のメタ理論的な原理に基づいて、語用論的弁証論は議論を批判的討論のうちで理想的なものと見なす(Van Eemeren & Grootendorst, 1984, p. 17を参照)。批判的討論の理想的なモデルは議論的談話を、議論が意見の相違を合理的に解消する方向へと向けられるような討論として扱う。理想的なモデルは批判的な道具としてと同じだけヒューリスティクスとしても役目を果たす。理想的なモデルは、言語行為のコミュニケーション上の機能について判断するときに議論を分析する者の道具として別々に貢献し、議論を評価するための基準を与える(Van Eemeren & Grootendorst, 1992, p.36を参照)。

#### 討論の段階
この批判的討論の理想的なモデルにおいては、討論は4つの段階、つまり対立の段階、開始の段階、議論の段階、結論の段階(Van Eemeren & Grootendorst, 1984, pp.85-88; 1992, pp.34-35; 2004, pp.59-62を参照)に分けられる。そして議論に参加した人々は意見の相違を解決するために各段階を通過しなければならないことになる。対立の段階では、対談者たちは自分たちに意見の相違があることを確証する。開始の段階では、彼らはこの意見の相違を解消することを決定する。対談者たちはそのための開始点を決定する。つまり、彼らは討論の規則の上で合意して、議論する上でどういった前提が使えるかを確証する。議論の段階では、なんらかの主張の主唱者が議論を押し上げて相手の反論や疑いを迎撃することで自分の立場を擁護する。結論の段階では、議論に参加した人々は、どの程度まで意見の相違が解消され、誰の利益になったかを評価する。また、理想的なモデルでは、言語行為の本質及び配分が問題解決の過程の様々な段階で建設的な役割を果たすものだと定義されている。

#### 批判的討論の規則
理想的なモデルでは議論的討論に適用される10の規則が規定されている。討論規則を破ることは意見の相違の合理的解決を妨げると言われ、それゆえに誤謬だとみなされる。
10の規則(Van Eemeren, Grootendorst & Snoeck Henkemans, 2002, pp.182-183を参照)は以下:
1. 自由規則 
参加した人々は互いにそれぞれの立場を提出したり立場に対する疑いを投げかけることを妨げられてはいけない
2. 証明の負担の規則 
立場を提出する人々は他の立場を提出した人々から疑義を提出されたときに自分の立場を擁護する義務がある
3. 立場の規則 
なんらかの立場に対する攻撃は討論に参加している別の人々が実際に提出している立場に関するものでなければならない
4. 関連性規則 
人々は自分の立場に関係する立論を提出することによってのみ自分の立場を擁護することができる
5. 暗黙の前提の規則 
人々は自分が言わず語らずにしてしまった前提や、他の人々が明言しなかった前提として提出し損ねたものを否定することはできない
6. 開始点の規則 
人々は前提を受け入れられた開始点だと偽って提出することはできないし、受け入れられた開始点を表す前提を否定することもできない
7. 議論計画の規則 
人々は、擁護が正しく適用された適切な議論計画の手段として行われたのでないならば立場が決定的に擁護されたとみなすことはできない
8. 妥当性規則 
人々は、論理的に妥当であるか、あるいは暗黙の前提を明らかにすることで論理的に妥当にできるような立論の範囲内でのみ主張を使うことができる
9. 終結規則 
自身の立場を擁護できなかった人々はその結果として自身の立場を撤回しないといけないし、擁護に成功した場合は疑義を提出した人々がその立場に対する疑義を撤回しなければいけない
10. 使用規則 
人々は不十分に明確であったり混乱させるほど曖昧な定式化を使ってはいけないし、他の人々による定式化を可能な限り注意深く、精確に理解しないといけない

### 戦略的運用
近年、議論の語用論的弁証法は修辞学の識見を議論的討論の分析に組み込んできた(Van Eemeren & Houtlosser, 2002; 2006)。意見の相違に巻き込まれた人々は「戦略的に運用」して同時に自身の弁証的・修辞的な狙いを明確にする。言い換えれば、議論的討論において人々は、議論的談話の批判的な基準を見る一方で、説得的であろうとする(自分の立場を受け入れさせようとする)。それぞれの批判的討論の段階に弁証的な目的と調和する修辞的な目的が存在し、対話者たちは有効性と合理性の釣り合いをとるために三つの分析的な相を使うことができる。三つの相とはつまり、目的の段階で利用可能な潜在的な話題から適切に選び出してきたもの、聴衆に効果的に働きかけること、今ある手段を注意深く利用することである。これら三つの相は修辞学的研究で焦点となっている事柄―話題、聴衆に適応する今ある技巧―に対応する。このことは、修辞的・弁証的思惟がどのようにして様々なやり方の戦略的運用で役割を果たすのかを説明する上で、修辞学によって得られた識見が作られたものであるためなのである。

## 議論的談話の分析と評価
語用論的弁証法の考え方では、意見の相違を解消する上で決定的な議論的談話の相の概観を得るために、以下のような分析の計画が実行される:
1. 話題の要点がどこなのかを決定する;
2. 人々が採用している立場を認識する;
3. 明らかになっている主張と暗黙の主張を確認する;
4. 立論の構造を分析する

分析的な概観を得ることで意見の相違、弁証的な役割の配置、主張を形成している、明らかになっている意見及びなっていない意見、そして立論の構造(立場を擁護するためになされたひと連なりの主張の間の関係)が明らかになる(Snoeck Henkemans, 1992を参照)。この分析的な概観は批判的機能やヒューリスティックな機能を持つ。

### 批判的機能
分析的概観をもって始めると、議論的談話の質の評価が行える。議論的談話において唱えられた主張を評価する上で、分析する人は(1)談話に論理的・実用的矛盾がないか確認し、(2)唱えられた前提が受け入れられるかどうか決定し、(3)立論が論理的妥当(にすることが可能)であるか評価し、(4)立論の計画が適切に適用されている確認し、そして(5)その他の誤謬を確認するべきである。

### ヒューリスティックな機能
分析的概観という概念は主張の産物に関しても使える。分析的概観によってともに、議論的討論を評価するために必要な情報を簡潔に全て手に入るので、議論が批判に耐えるかどうか確認するのに使える。弱点が見つかったら議論を修正・拡張できるので、紙面上で、あるいは口頭での議論を行ううえで有用な手引きを分析的概観によって作ることができる。

## 応用
語用論的弁証論はいくつかの異なる形式の議論的談話を理解するために応用されてきた。例えば、語用論的弁証論は法的議論、調停、交渉、(議会での)議論、対人関係の議論、政治的議論、ヘルスコミュニケーション、視覚的議論を分析・評価するために用いられてきた(e.g., Van Eemeren (Ed.), 2002などを参照)。